# Wyniki organiczne

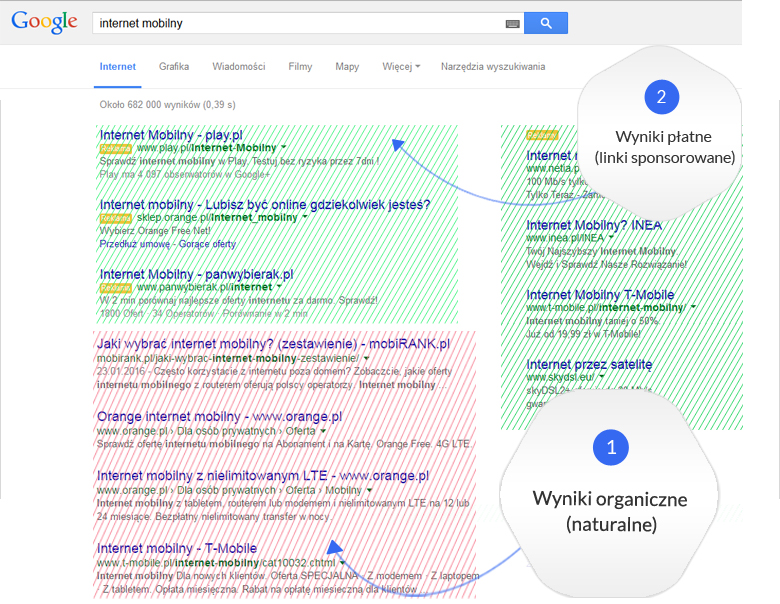
Wyniki wyszukiwania (organiczne i płatne)

Wyniki organiczne – to ta część wyników wyszukiwania (SERPów), która nie obejmuje wyników płatnych, czyli linków sponsorowanych.
Wyniki organiczne, zwane także naturalnymi, zależne są od dopasowania poszczególnych witryn do zapytania internauty. O kolejności wyświetlania adresów url witryn, decyduje przeprowadzona przez algorytmy wyszukiwarki ocena jakości strony. Im dana witryna znajduje się wyżej w wynikach wyszukiwania, tym zwiększa się prawdopodobieństwo, że zawartość strony będzie najlepiej odpowiadać zapytaniu użytkownika. Strony, które zajmują wysokie pozycje są dobrze widoczne, przez co są częściej odwiedzane. Dobre pozycje można uzyskać między innymi stosując pozycjonowanie. Wyniki organiczne stanowią właśnie obszar działań pozycjonerów. Gdyż każda wyszukiwarka internetowa mniej lub bardziej pozwala na manipulowanie wynikami organicznymi. Takie działania wymagają jednak określonej wiedzy i umiejętności.